# Pacto Económico de París
El Pacto Económico de París fue un acuerdo económico internacional alcanzado en la Conferencia Económica de París celebrado de 14 de junio de 1916 en Francia. La reunión, que tuvo lugar durante la Primera Guerra Mundial, se desarrolló con representantes de las potencias aliadas.
El pacto estaba destinado a aislar a las Potencias Centrales, entre ellas a Alemania. Las potencias aliadas previeron el aislamiento de las potencias centrales a través de sanciones comerciales después de la guerra. Un órgano permanente, el Comité Permanent International d'Action Économique, con sede en París, se estableció para supervisar la aplicación del pacto.
Este pacto fue de gran preocupación para la administración de Woodrow Wilson, que vio la continua fragmentación de Europa el ser un riesgo como para marcar el conflicto. El secretario de Estado estadounidense Robert Lansing pidió al personal de la embajada de Estados Unidos en Francia para supervisar los procedimientos (los Estados Unidos, aún no habiendo entrado en la guerra, no era parte de las potencias aliadas). El tema de preocupación central de los Estados Unidos era que este pacto incluyera esquemas para la subvención y la propiedad estatal de las empresas de fabricación y la división de los mercados europeos para los participantes del pacto. El resultado de la Conferencia Económica de París de 1916 anunciaba el conflicto entre los Estados Unidos y las potencias aliadas durante la Conferencia de Paz de París de 1919.